# Eisenbahnunfall von Mezőlaborcz
Der Eisenbahnunfall von Mezőlaborcz am 26. September 1915 war ein Auffahrunfall auf freier Strecke. 36 Menschen starben. Der Unfallort lag damals in Ungarn, heute in der Slowakei.

## Ausgangslage
Zwei Züge waren auf der Strecke der Ungarisch-Galizischen Eisenbahn unterwegs. Die Strecke wies hier in Fahrtrichtung ein Gefälle von 25 ‰ auf. Voraus fuhr der Lazarettzug Nr. 920a mit zwei Zug- und zwei Schiebelokomotiven, gefolgt von dem Güterzug Nr. 924a mit je einer Zug- und Schiebelokomotive. Der Güterzug beförderte in 30 Kesselwagen Petroleum. Im Begleitwagen des Güterzuges hielt sich – vorschriftswidrig – eine Ausflugsgesellschaft auf.

## Unfallhergang
Der Güterzug fuhr mit 80 km/h in dem Gefälle viel zu schnell – vermutlich versagten die Bremsen – und überfuhr dabei auch zwei „Halt“ zeigende Signale. Die Kollision erfolgte zwischen den Bahnhöfen Vidrány (heute: Vydraň) und Mezőlaborcz (heute: Medzilaborce). Sie war so heftig, dass der auffahrende Zug auf ein Drittel seiner ursprünglichen Länge gestaucht wurde. Dessen Fahrzeuge entgleisten alle. Die Kesselwagen wurden beschädigt, Petroleum lief aus, floss im Gefälle den Berg hinunter, entzündete sich explosionsartig und brannte. Die Schiebelokomotiven des vorderen Zuges entgleisten beide.

## Folgen
36 Menschen starben, darunter das gesamte Personal des auffahrenden Güterzugs – mit Ausnahme von 2 Personen, die vorher abgesprungen waren.